# Charles Wallace Richmond
Charles Wallace Richmond (Kenosha, 31 dicembre 1868 – Washington, 19 maggio 1932) è stato un ornitologo statunitense, famoso per l'indice di nomi scientifici di uccelli che da lui prende il nome.
Per un certo periodo, il cardinale rosso (attualmente Cardinalis cardinalis) venne rinominato Richmondenia cardinalis.

## Biografia
Nato nel Wisconsin, era il primo figlio di Edward Leslie e Josephine Ellen Richmond, la quale morì quando Charles era appena dodicenne. Il padre, impiegato postale della ferrovia, trovò lavoro a Washington nella stamperia governativa locale, il che lo portò nel 1881 a trasferirsi nella capitale, dove si risposò ed ebbe dei figli ai quali il giovane Charles doveva badare. Per sostentarsi, lavorò come paggio alla camera dei rappresentanti e appena quindicenne divenne messaggero della Geological Survey.

Nel 1897 si laureò in medicina presso l'università di Georgetown, ed un anno dopo sposò Louise H. Seville. Visitando lo Smithsonian Institution si convinse a regalare la propria collezione al museo per accrescerne quella già corposa di uova e nidi, e ciò lo portò a conoscere Robert Ridgway.
Nel 1888, Richmond fece parte di una spedizione dello United States Geological Survey in Montana, ed in seguito entrò nel dipartimento di agricoltura come esperto di ornitologia. Dopo un viaggio per la raccolta di campioni in Nicaragua, venne assunto presso lo Smithsonian inizialmente come guardiano notturno, ma riuscì a ritagliarsi un proprio spazio e nel 1894 divenne curatore associato del reparto di ornitologia, per poi divenire curatore associato dell'intero museo nel 1918 e curatore vero e proprio nel 1929, sebbene preferì farsi da parte e rimanere associato per permettere a Herbert Friedmann di prendere l'ambita carica.

## Opere
Richmond cominciò fin dai 21 anni d'età a tenere un catalogo di nomi delle varie specie di uccelli, e si dedicò a quest'attività per tutta la vita: egli si concentrò in particolare sull'accertare le autorità sui nomi scientifici. Ancora oggi l'indice Richmond viene utilizzato a questo scopo.
| Richmond è l'abbreviazione standard utilizzata per le specie animali descritte da Charles Wallace Richmond. Categoria:Taxa classificati da Charles Wallace Richmond |